# Waltteri Immonen
Waltteri Immonen (ur. 3 kwietnia 1967 w Helsinkach) – fiński hokeista, reprezentant Finlandii. Trener hokejowy.
Jego brat Santeri (ur. 1972) oraz syn Riki (ur. 2000) także zostali hokeistami. Inny fiński hokeista Jarkko Immonen (od 2015 zawodnik EV Zug) nie jest jego krewnym.

## Kariera zawodnicza
- Jokerit U20 (1987-1988)
- Jokerit (1988-1999)

Wychowanek i wieloletni zawodnik klubu Jokerit, przez całą karierę związany z macierzystym klubem w lidze SM-liiga. Od 1990 do końca kariery w 1999 kapitan drużyny.
Uczestniczył w turniejach mistrzostw świata w 1992, 1993, 1994.

## Kariera trenerska
- Jokerit (1999-2007) – asystent trenera
- Jokerit (2005) – główny trener
- EV Zug (2008-2018) – asystent trenera
- Reprezentacja Finlandii (2016-2017) – asystent trenera
- EHC Kloten (2018-2019) – asystent trenera
- HC Davos (2019-) – asystent trenera

Tuż po zakończeniu kariery został trenerem w klubie Jokerit i pracował w nim przez osiem sezonów jako asystent głównych szkoleniowców (krótkotrwale sam prowadził także drużynę). Od 2008 asystent trenera w szwajcarskim klubie Zug w lidze NLA. Równolegle od 2016 asystent selekcjonera reprezentacji seniorskiej Finlandii, podczas turniejów Pucharu Świata 2016, mistrzostw świata w 2017. W czerwcu 2018 dołączył do sztabu, gdzie w rudniu tego roku przedłużył kontrakt. W kwietniu 2019 został asystentem w HC Davos.

## Sukcesy i wyróżnienia
Reprezentacyjne
- Srebrny medal mistrzostw świata: 1992, 1994

Klubowe
- Złoty medal Jr. A SM-liiga: 1988 z Jokeritem U20
- Złoty medal mistrzostw Finlandii: 1992, 1994, 1996, 1997 z Jokeritem
- Srebrny medal mistrzostw Finlandii: 1995 z Jokeritem
- Brązowy medal mistrzostw Finlandii: 1998 z Jokeritem
- Trzecie miejsce w Pucharze Europy: 1993 z Jokeritem
- Puchar Europy: 1995, 1996 z Jokeritem

Indywidualne
- I-divisioona 1988/1989: dżentelmen sezonu
- SM-liiga 1991/1992: Najefektywniejszy zawodnik sezonu - pierwsze miejsce w klasyfikacji +/- w sezonie zasadniczym
- SM-liiga 1995/1996: Trofeum Raimo Kilpiö - nagroda dla najuczciwszego zawodnika

Szkoleniowe
- Srebrny medal mistrzostw Finlandii: 2000, 2005, 2007 z Jokeritem
- Złoty medal mistrzostw Finlandii: 2002 z Jokeritem
- Puchar Kontynentalny: 2003 z Jokeritem
- Srebrny medal mistrzostw Szwajcarii: 2017 z EV Zug

Wyróżnieniea
- Jego numer 24 został zastrzeżony dla zawodników klubu Jokerit.